# Christliches Viertel von Damaskus

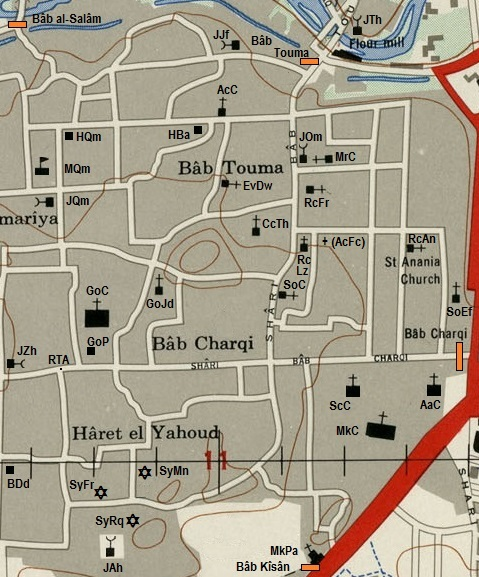
Christliches und jüdisches Viertel von Damaskus 1958, Stadtmauer nicht eingezeichnet.
Legende:
Kirchen
AaC:
Armenische Apostolische Kathedrale Sankt Sarkis
AcC:
Armenisch-katholische Kathedrale der Königin des Universums, ehemalige
Jesuitenkirche
AcFc:
ehemalige Armenisch-katholische Kirche
CcTh:
Chaldäisch-katholische Sankt-Theresia-Kirche
EvDw:
Evangelische Kirche (Dawamna-Straße)
GoC:
Griechisch-Orthodoxe Mariamitische Kathedrale
GoJd:
Griechisch-Orthodoxe Kirche des Heiligen Johannes von Damaskus
GoP:
Gebäudekomplex des Griechisch-Orthodoxen Patriarchats von Antiochien und dem gesamten Morgenland
MkC:
Melkitische Griechisch-katholische Kathedrale Unserer Frau al-Niah
MkPa:
Melkitische Griechisch-katholische Pauluskapelle
MrC:
Maronitische Antoniuskathedrale
RcFr:
Römisch-Katholisches Franziskanerkloster
RcHa:
Römisch-Katholische Kirche im Haus des Hananias
RcLz:
Römisch-Katholisches Lazaristenkloster
ScC:
Syrisch-Katholische Kathedrale Sankt Paul
SoC:
Syrisch-Orthodoxe Kathedrale Sankt Georg
SoEf:
Syrisch-Orthodoxe Kirche
Synagoge
SyMn:
Al-Menarscha-Synagoge
SyRq:
Al-Racqy-Synagoge
SyFr:
Al-Faranj-Synagoge
Moschee
JAh:
Rote Moschee (Jâmi al-'Ahmar)
JOm:
Omari-Moschee
Hammam
HBa:
Hammam Bakri
HQm:
Hammam al-Qaymariyya

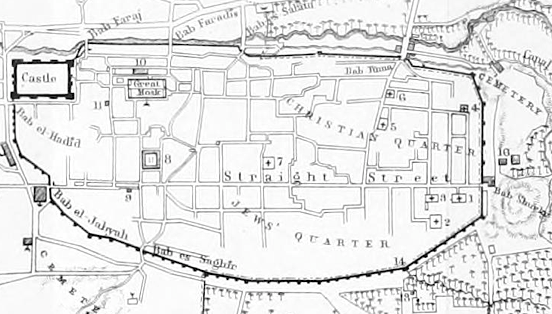
Altstadt von Damaskus 1855, mit Stadttoren und Stadtmauer. Im Nordosten bei den Stadttoren Bab Tuma und Bab Sharky das christliche Viertel (Christian Quarter), südlich der Geraden Straße das jüdische. 1. armenisch-apostolische Kathedrale, 2. griechisch-katholische Kathedrale, 3. syrisch-katholische Kathedrale, 4. Haus des Ananias, 5. Lazaristenkloster (seit 1959 südlich davon syrisch-orthodoxe Kathedrale), 6. Lateinisches Kloster, 7. griechisch-orthodoxe Kathedrale, 8. Chan As'ad Pascha, 9. Haus des Judas, 10. Britisches Konsulat, 11. Zollhaus, 12. Grab des Sidi Bilāl, 13. Grab des Georg, 14. Bab Kisan (seit 1936 Paulus-Kapelle), 15. Ort der Bekehrung des Paulus, 16. Spital, Umayyaden-Moschee (Great Mosque) und Zitadelle (Castle)

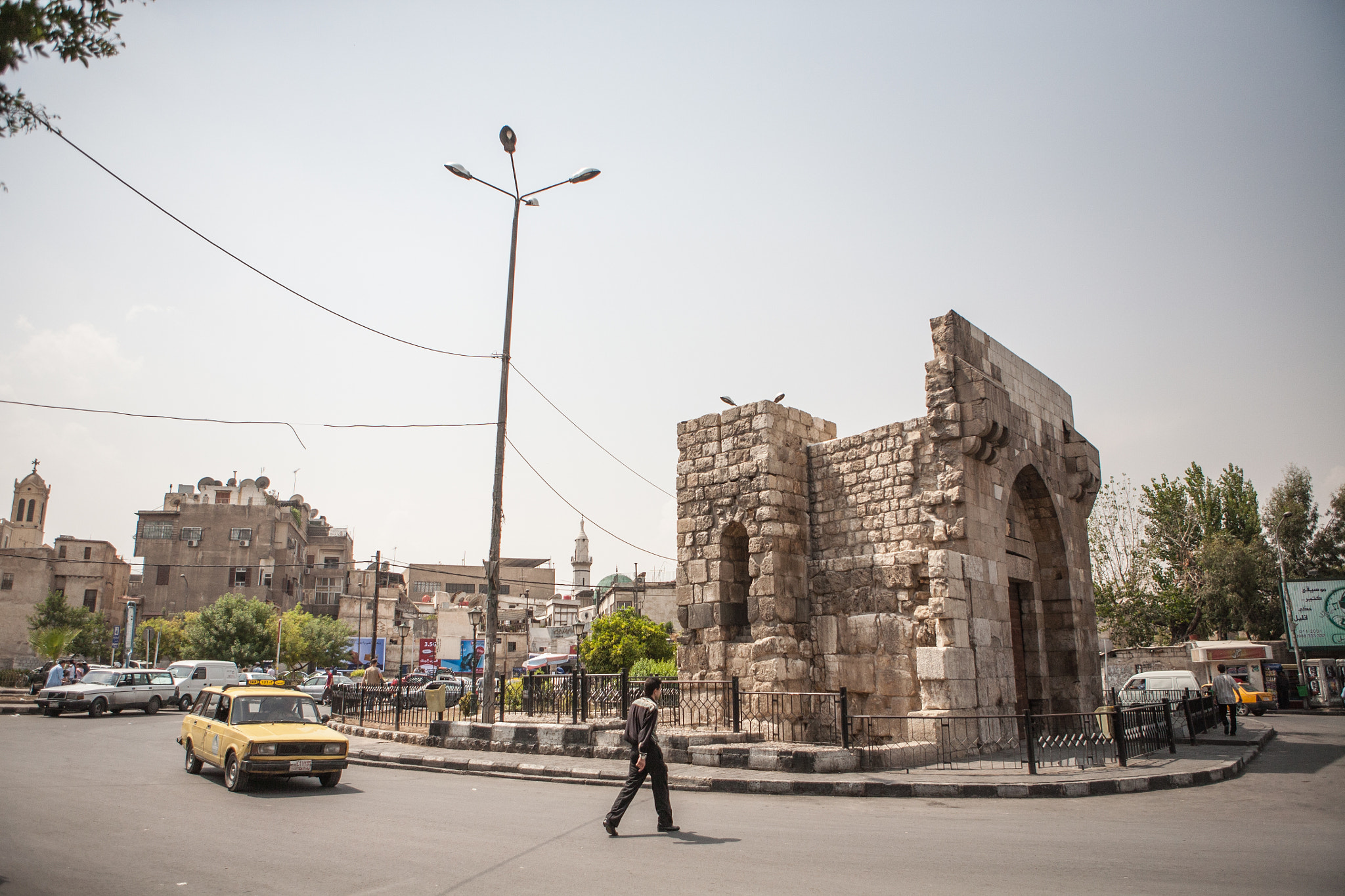
Das Thomastor Bab Tuma steht am nördlichen Rand des Stadtviertels, hier im Hintergrund Kirche und Moschee.

Das Christliche Viertel von Damaskus (arabisch حارة النصارى, DMG Ḥārat an-Naṣārā) ist das vor allem von Christen bewohnte Viertel der Altstadt von Damaskus, das den Nordosten der Altstadt einnimmt und an die beiden historischen Stadttore Bāb Tūmā (das Thomastor im Nordosten) und Bāb Scharqī (das Osttor) grenzt. Nach diesen Toren werden Teile des Viertels auch Bāb Tūmā und Bāb Scharqī genannt. Die beiden anderen Stadtviertel sind das muslimische Viertel in der westlichen Hälfte und das ehemalige jüdische Viertel (حارة اليهود, DMG Ḥārat al-Yahūd) im Südosten der Altstadt.

## Name
Das christliche Viertel der Altstadt von Damaskus ist nicht der einzige überwiegend von Christen bewohnte Stadtteil der Hauptstadt; so leben beispielsweise auch im südöstlich der Altstadt gelegenen Tabbaleh, das zudem als Ort der Bekehrung des Paulus angenommen wird, überwiegend Christen. Dennoch ist in Publikationen mit „Christenviertel von Damaskus“ das Viertel in der Altstadt gemeint. Auf vielen Stadtplänen sind im überwiegend christlichen Teil der Altstadt die beiden Viertel Bāb Tūmā und Bāb Scharqī verzeichnet, die nach den gleichnamigen Stadttoren benannt sind und sich beiderseits der nach ihnen benannten Hauptstraßen befinden, so beispielsweise auf einer US-amerikanischen Militärkarte von 1958, wo die nördliche Hälfte der christlichen Viertels Bâb Touma und die südliche Bâb Charqi heißt. Diese Benennung wechselt jedoch; so wird in einer Arbeit über Stadtentwicklung der Bereich am Bāb Charqi südlich der Wohngegend Bab Tuma als Harat al-Zeitoun (mit Eintrag nördlich der Geraden Straße) bezeichnet, wobei die Straße Ḥārat az-Zaitūn mit der al-Zeitoun-Kirche eine südlich von der Geraden Straße abgehende Sackgasse ist. In einer bauhistorischen Arbeit von 2008 wird die östliche Hälfte des christlichen Viertels Bāb Tūmā genannt, während auf anderen Plänen das ganze Viertel so heißt. Verwaltungsmäßig bilden die als Bāb Tūmā und Bāb Scharqī bezeichneten Wohnquartiere eine Einheit. Die Adressangabe Bab Touma für den Stadtteil wird häufig verwendet, nicht zuletzt von kirchlichen Einrichtungen wie etwa dem Franziskanerkloster, der syrisch-orthodoxen, der maronitischen oder der armenisch-katholischen Kirche.

## Ausdehnung
In der Mitte der Geraden Straße (الشارع المستقيم, DMG aš-Šāriʿ al-Mustaqīm), die vom Bāb al-Dschābiya (باب الجابية) im Westen bis zum Osttor Bāb Scharqī (باب شرقي) verläuft, befindet sich ein römischer Triumphbogen. Dieser gilt als Grenze zwischen dem muslimischen Teil im Westen und dem christlichen und jüdischen Teil im Osten, wobei im Wesentlichen nördlich der Geraden Straße das christliche und südlich das einstige jüdische Stadtviertel liegt. Allerdings ist der Bereich südlich der Geraden Straße zwischen der Sackgasse Ḥārat az-Zaitūn (حارة الزيتون ‚Olivengasse‘) und dem Bāb Scharqī, der von drei Kathedralen und ihren Einrichtungen dominiert wird, ebenfalls dem christlichen Viertel zuzurechnen. Die Gerade Straße heißt östlich vom römischen Triumphbogen, also im Bereich des christlichen Viertels, offiziell Šāriʿ Bāb Šarqī (شارع باب شرقي). Rund 300 m östlich vom Triumphbogen zweigt nach Norden die Straße Šāriʿ Bāb Tūmā (شارع باب توما) ab, die durch das christliche Viertel zum Thomastor (Bāb Tūmā) führt.

## Straßen und Sehenswürdigkeiten
Entlang der Bāb-Scharqī-Straße, der Osthälfte der Geraden Straße, stehen vier Kathedralen mit ihren zugehörigen Verwaltungsgebäuden. Direkt östlich vom Triumphbogen steht auf der Nordseite hinter einem Häuserblock, in dem sich die Räume des Griechisch-orthodoxen Patriarchats von Antiochien befinden, die griechisch-orthodoxe Kathedralbasilika, die Mariamitische Kathedrale von Damaskus, die um das Jahr 200 gebaut worden sein soll. Kurz vor dem Osttor Bāb Scharqi stehen südlich der Straße drei Kathedralen unterschiedlicher christlicher Kirchen: Etwa 100 m vor dem Osttor steht an der Südseite der Geraden Straße die Sankt-Paulus-Kathedrale der Syrisch-katholischen Kirche und davon südlich die auch als Al-Zeitoun-Kirche bekannte melkitische griechisch-katholische Kathedrale. Direkt beim Bāb Scharqi steht an der Südseite der Geraden Straße die Sankt-Sarkis-Kathedrale der Armenischen Apostolischen Kirche.
Auch die Richtung Norden, abschnittsweise Nordosten verlaufende Bāb-Tūmā-Straße ist von Kirchen gesäumt. Von der Bāb-Scharqī-Straße kommend sieht man nach 75 m auf der Ostseite den für Besucher nicht zugänglichen Palast Abdul Nur und nach weiteren etwa 25 m auf der rechten Seite den Sitz des Patriarchen der Syrisch-orthodoxen Kirche von Antiochien mit der Kathedrale Sankt Georg. Kurz dahinter, an der Ecke vor der nach rechts abgehenden al-Azaria-Straße (Lazarus-Straße, arabisch شارع العازرية), steht das Lazaristenkloster mit der angeschlossenen Schule al-Fajer (arabisch الفجر, DMG al-Faǧr ‚Morgendämmerung‘) an seinem südlichen Ende. An der Westseite der Straße befindet sich der Palast ash-Shamiye (الشامية, DMG aš-Šāmīya). Vor der nächsten östlich einmündenden Straße, der Klosterstraße (arabisch شارع الدير, DMG Šāriʿ ad-Dair), steht östlich das Franziskanerkloster Damaskus und diesem nördlich gegenüber, östlich versetzt, die maronitische Kathedrale von Damaskus (Mar Antonios). Direkt an der nördlichen Ecke der Klosterstraße mit der Bāb-Tūmā-Straße steht allerdings eine kleine Moschee, die Omari-Moschee. Kaum 150 m nördlich dieser Straßenecke ist das Thomas-Tor, Bāb Tūmā, um das herum in den 1950er Jahren ein Kreisverkehr gebaut wurde, wofür Teile der Stadtmauer und Häuser abgerissen wurden.
Kurz südlich vom Kreisverkehr am Stadttor zweigt von der Bāb-Tūmā-Straße in Richtung Westen die „Feuerholz-Kanal-Straße“ (قناية الحطب, DMG Qanāyat al-Ḥaṭab) ab, an deren Nordseite etwa 100 m westlich in der Wohngegend al-Tal („der Hügel“, التل, DMG at-Tall) die armenisch-katholische, in den 1950er Jahren gebaute Kirche der Königin des Universums steht. Auf der Südseite der Straße steht gegenüber dem Luxushotel Beit al-Mamlouka westlich an der Ecke zur asch-Schawisch-Gasse (حارة الشاويش, DMG Ḥārat aš-Šāwīš), die gegenüber der armenisch-katholischen Kathedrale südlich einmündet, der etwa 500 Jahre alte Hammam Bakri (حمام بكري, DMG Ḥammām Bakrī), der von 10 bis 16 Uhr für Frauen und von 17 bis 22 Uhr für Männer geöffnet ist. 30 m östlich führt in Richtung Süden die Dawamneh-Straße (شارع الدوامنة, DMG Šāriʿ ad-Dawāmina), an deren Ostseite etwa 100 m südlich sich wiederum die evangelische Kirche der Nationalen Evangelischen Kirche befindet. Weiter südlich ist an dieser Straße der kleine Dawamneh-Park (حديقة ساحة الدوامنة, DMG Ḥadīqat Sāḥat ad-Dawāmina). Zwischen der Dawamneh-Straße, die hier in die al-Assieh-Gasse (حارة الآسية, DMG Ḥārat al-Āsiya) übergeht, und der Bāb-Tūmā-Straße verläuft in West-Ost-Richtung die Johannes-von-Damaskus-Straße (شارع يوحنا الدمشقي, DMG Šāriʿ Yūḥanā ad-Dimašqī), an deren westlichem Ende auf südlicher Seite, Ecke al-Assieh-Gasse, etwa 100 m nordöstlich der griechisch-orthodoxen mariamitischen Kathedrale, die gleichfalls griechisch-orthodoxe Kirche des Heiligen Johannes von Damaskus steht. Auf halber Strecke an der Nordseite der Johannes-von-Damaskus-Straße liegt der „Park unter dem Hügel“ Hadiqat Sefl El-Talleh (حديقة سفل التلة, DMG Ḥadīqat sufl at-Talla).
Südlich vom Franziskanerkloster führt von der Bāb-Tūmā-Straße in westliche Richtung eine Sackgasse, die „Stahlgasse“ (حارة بولاد, DMG Ḥārat Būlād), an deren Südseite etwa 30 m westlich der Bāb-Tūmā-Straße die Sankt-Theresia-Kirche der chaldäisch-katholischen Kirche steht.
Ganz im Osten des Stadtviertels führt vom Bāb Scharqī zur al-Azarya-Straße in Nord-Süd-Richtung parallel zur Stadtmauer die nach Hananias von Damaskus benannte Hanania-Straße (شارع حنانيا, DMG Šāriʿ Ḥanāniyā), die in Höhe der al-Azarya-Straße einen Knick nach Westen macht und in diese übergeht. An der Straßenbiegung befindet sich das Haus des Hananias, das unterhalb der heutigen Straßenebene liegt und deshalb wie ein Kellergebäude wirkt und heute als Kirche der römisch-katholischen Kirche dient. Oberhalb des unterirdischen Gebäudes ist ein Eingangsbereich in Form einer Kapelle eingerichtet. Weiter südlich etwa auf halber Strecke steht an der Ostseite der Hanania-Straße eine weitere kleine Kirche, die syrisch-orthodoxe Sankt-Ephrem-Kirche, bei der auch die Entwicklungsorganisation der syrisch-orthodoxen Kirche angesiedelt ist.

## Struktur der Wohnquartiere
Wie in anderen alten arabischen Städten gibt es im christlichen Stadtviertel von Damaskus zahlreiche Sackgassen mit traditionellen, oft zweigeschossigen Innenhofhäusern, bei denen die Innenhöfe ganz von den Wohnhäusern umgeben sind. Durch die Zerstörung des Christenviertels 1860 gingen viele dieser alten Häuser verloren. Reformen von 1864 bis 1871 brachten beim Wiederaufbau erhebliche Veränderungen: Während das Hofhaus als Konzept blieb, wurden neue geradlinige Straßen angelegt, so dass die Höfe nun oft an einer Seite durch eine Mauer an eine Straße grenzten.

## Kultur
Während das Christentum in früheren Zeiten wie etwa im Osmanischen Reich deutlichen Einschränkungen unterlag, wird der christliche Glaube von den Bewohnern des christlichen Viertels heute frei und offen gelebt. Das öffentliche Leben ist vergleichsweise autonom vom übrigen Damaskus. Fast alle Geschäfte haben freitags (islamischer Feiertag) geöffnet, während viele Ladenbesitzer an Sonntagen schließen. Bāb Tūmā ist auch als Studentenviertel bekannt, in dem Ausländer bei einheimischen Gastfamilien untergebracht sind. Auch auf Grund der zahlreichen Lokale gilt der Charakter des Stadtviertels als „weltoffen“.

## Geschichte
Damaskus wird im 9. Kapitel der Apostelgeschichte des Lukas als eine der ersten Städte genannt, in der es Anhänger des auferstandenen Jesus Christus gab, aber auch Konflikte mit der dortigen jüdischen Gemeinde, die in der Stadt mehrere Synagogen hatte. Paulus von Tarsus, Verfolger der an Christus Glaubenden, hier noch unter dem Namen Saulus, hat vor den Toren der Stadt sein Damaskuserlebnis und kommt selbst zum Glauben an Jesus Christus (Apg 9,3–9 ). Einer der ersten Anhänger Jesu, Hananias von Damaskus, legt ihm im Haus des Judas an der Geraden Straße die Hand auf und macht den geblendeten Saulus wieder sehend (Apg 9,11 ). Nur wenige Tage später verkündet Saulus selbst die Botschaft vom Sohn Gottes Jesus (Apg 9,20 ), muss aber wegen der Verfolgung durch die Juden fliehen (Apg 9,25 ).
Als älteste noch bestehende Kirche in Damaskus gilt die um das Jahr 200 errichtete Marienkirche, die heutige Mariamitische Kathedrale. Als unter Konstantin dem Großen das Christentum im römischen Reich erlaubte Religion (religio licita) geworden war, entstand auf Teilen des einstigen riesigen Jupitertempels Ende des 4. Jahrhunderts die christliche Basilika Johannis des Täufers, in der als Reliquie das Haupt Johannis des Täufers aufbewahrt wurde. Nach der islamischen Eroberung von Damaskus 636 durch Chālid ibn al-Walīd wurden die Kirchen zwangsweise geschlossen, doch diente das Gebäude der Johannes-der-Täufer-Kathedrale noch etwa 70 Jahre sowohl Christen als auch Muslimen als Gebetsstätte. Unter Muʿāwiya I., dem ersten Kalifen der Umayyaden (661–680), war noch eine Mehrheit der Bevölkerung der Kalifenstadt Damaskus christlichen Glaubens. Im Jahre 706 ordnete Kalif al-Walid I. an, die Kathedrale in die Umayyaden-Moschee umzuwandeln, wofür große Teile des Gebäudes abgerissen und als Moschee neu errichtet wurden. Dafür entschied al-Walid I., dass die Christen ihre übrigen Kirchen und die Juden ihre Synagogen weiter besuchen könnten, allerdings bei Zahlung der Dschizya. Nunmehr diente die Marienkirche an der Geraden Straße den griechisch-orthodoxen Christen als Kathedrale – bis zum heutigen Tag.
Ibn ʿAsākir berichtet 500 Jahre nach der islamischen Eroberung, dass von den 14 Kirchen der Stadt acht verfallen, eine zerstört und drei Kirchen – wie auch die Synagoge – in Moscheen umgewandelt worden waren. Nur zwei Kirchen dienten noch den Christen von Damaskus, wobei die griechisch-orthodoxe Marienkirche ein zentraler Bezugsort derselben wurde. Die zweite damals erhaltene, syrisch-orthodoxe Kirche stand westlich vom Stadttor Bāb Tūmā.
Die Wohngegenden um die noch verbliebenen Kirchen im Nordosten der Altstadt zwischen der Marienkirche nahe dem ehemaligen Kreuzungspunkt von Decumanus (Gerade Straße) und Cardo beim einstigen römischen Triumphbogen und den beiden Stadttoren Bāb Tūmā im Nordosten und dem Osttor Bāb Scharqī entwickelten sich zum Wohnort der Christen von Damaskus. Die Ansiedlung der Christen in abgesonderten Vierteln („Ghettos“) war keine offizielle Politik, doch ließen sich die Christen aus praktischen Gründen um die Kirchen herum nieder. Dennoch gab es zu keiner Zeit eine vollständige Segregation von Muslimen und Christen. Der christliche Glaube durfte nicht durch eine auffällige Architektur nach außen gezeigt werden, weshalb die Kirchen sich nicht aus der Bebauung hervorhoben.
1516 fiel Damaskus an das Osmanische Reich. Christen unterlagen deutlichen Einschränkungen; so war der Neubau von Kirchen ohne besondere Erlaubnis nicht gestattet. Seit Ende des 18. Jahrhunderts wuchs die Bedeutung katholischer Denominationen im Osmanischen Reich und so auch in Damaskus. In Verbindung mit den Tanzimat-Reformen gestattete 1830 Sultan Mahmud II. den Neubau christlicher Kirchen. In der Folge wurden mehrere neue, insbesondere katholische Kirchen gebaut, darunter 1833 bis 1834 die al-Zeitoun-Kirche der Melkiten. Neben dieser und weiteren mit Rom unierten Kirchen wie der syrisch-katholischen oder der armenisch-katholischen Kirche war aber auch die römisch-katholische Kirche im christlichen Viertel von Damaskus präsent. Laut dem Handbuch der biblischen Erd- und Länderkunde von 1844 gab es in Damaskus drei römisch-katholische Klöster: das Franziskanerkloster der Kustodie des Heiligen Landes, in dem acht Geistliche aus Spanien lebten, das Kloster der Lazaristen und das Kloster der Kapuziner, in dem 1832 aber nur noch ein einziger Pater wohnte. Das Verschwinden des Paters Tomaso und seines muslimischen Dieners Ibrahim Amara am 5. Februar 1840 aus dem heute nicht mehr existierenden Kapuzinerkloster führten zur so genannten Damaskusaffäre, bei der Juden der Stadt des Ritualmords angeklagt wurden und es zu schweren Ausschreitungen gegen Juden kam.

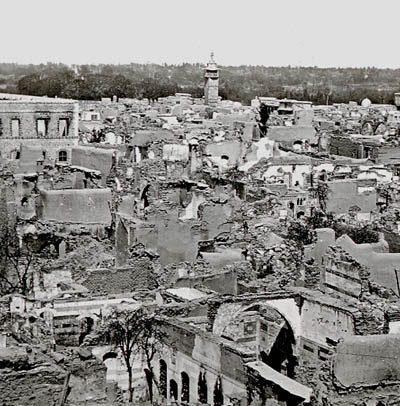
Das zerstörte Christenquartier von Damaskus, 1860

Um 1860 waren von den rund 150.000 Einwohnern von Damaskus über 100.000 Muslime. Im Zuge des Bürgerkriegs im Libanongebirge wurde das christliche Stadtviertel von Damaskus am 9. Juli 1860 von drusischen Milizen gebrandschatzt, wobei je nach Quelle etwa 3000 bis 6000 Christen der Stadt Damaskus, unter ihnen 30 Priester und drei Bischöfe, ermordet wurden. Der Emir Abd el-Kader griff ein und brachte mehrere tausend Christen zum Schutz in die Zitadelle von Damaskus, wofür ihm von Napoleon III. das Großkreuz der Ehrenlegion verliehen wurde. Elf christliche Märtyrer, die im Franziskanerkloster Damaskus den Tod fanden, wurden 1926 von Papst Pius XI. seliggesprochen. Nach dem Massaker wurden 500 Muslime, die der Teilnahme schuldig befunden worden waren, unter Aufsicht des Großwesirs Fuad Pasha in einer Massenhinrichtung gehängt. Auch 200 Juden sollten hingerichtet werden, doch konnte dies nach Intervention unter anderem von Fuad Pasha, dem preußischen Konsul Johann Gottfried Wetzstein und dem englischen jüdischen Unternehmer Moses Montefiore abgewendet werden.
Im Bürgerkrieg in Syrien kam ab 2013 die Altstadt von Damaskus wiederholt unter Beschuss durch islamistische Rebellen, wobei das christliche Stadtviertel, das am nächsten an der Hochburg der islamistischen Rebellen in Ghuta östlich der Hauptstadt lag, besonders betroffen war. 2013 und 2014 verlief die Front nur 500 Meter von Bāb Scharqī entfernt, doch wurden die Rebellen im Laufe des Jahres 2014 Richtung Ghuta zurückgedrängt. Allerdings hielten sich die Oppositionskräfte in Ost-Ghuta noch weitere vier Jahre. Nach einer längeren Phase der Ruhe wurden ab dem 8. Januar 2018 von Ost-Ghuta aus erneut Mörsergranaten auf die Altstadt von Damaskus abgeschossen, und die Angriffe dauerten mehrere Wochen an. Gleichzeitig gab es eine finale Offensive der syrischen Armee gegen die Rebellen in Ghuta. Neben der maronitischen Kathedrale, wo nach Berichten bis zu fünf Menschen am 8. Januar starben, wurden auch die Gebäude des Franziskanerklosters schwer getroffen. Einige Gebäude der Altstadt wurden durch das starke Bombardement erstmals im Bürgerkrieg beschädigt. Am 21. Februar 2018 starben drei Kinder durch einen Granatenangriff auf die Franziskanerschule. Einen weiteren gezielten Angriff auf christliche Schulen in Damaskus gab es am 1. März 2018. Nach Angaben des Franziskanerpaters Bahjat Elia Karach schlugen die 13 Raketen genau zu dem Zeitpunkt ein, als die Schule aus war. Das Ziel der Rebellen in Ost-Ghuta sei es also gewesen, möglichst viele Kinder zu töten. Die Bombardements endeten mit der Eroberung von Ost-Ghuta durch die syrische Armee im April 2018. Nach den Worten des syrisch-orthodoxen Patriarchen Ignatius Ephräm II. Karim geht es den Christen in Damaskus deshalb erst durch die Vertreibung der Islamisten aus Ghuta besser.